# 1853 в Україні

## Події
- Кримська війна

## Народились
- 3 січня Ернест Бандровський (1853—1920) — польський вчений-хімік, громадський діяч. Доктор філософії, доктор хімії, член Польської АМ у Кракові.
- 6 січня, Гурик Йосип (1853—1924) — посол до Галицького сейму 6-го й 8-го скликань.
- 7 січня, Аркас Микола Миколайович (1853—1909) — український культурно-освітній діяч, письменник, композитор, історик. Один із засновників і незмінний голова «Просвіти» в Миколаєві.
- 13 січня Горленко Василь Петрович (1853—1907) — український письменник, мистецтвознавець, фольклорист та етнограф.
- 14 січня Шохор-Троцький Семен Ілліч (1853—1923) — російський математик-педагог, професор.
- 16 січня Максиміліан Тульє (1853—1939) — польський інженер, доктор технічних наук, почесний професор Львівської політехнічної школи.
- 29 січня Дольницький Антін Августинович (1853—1953) — український літератор, перекладач, правник, громадський діяч.
- 2 лютого Совинський Василь Карлович (1853—1917) — український зоолог; приват-доцент, професор.
- 4 лютого Овсянико-Куликовський Дмитро Миколайович (1853—1920) — український мовознавець і літературознавець, історик культури, почесний член Петербурзької Академії Наук.
- 8 лютого Георгій Аґура (1853—1915) — болгарський військовик, генерал-лейтенант.
- 13 лютого Озаркевич Володимир Іванович (1853—1912) — греко-католицький священик, культурно-громадський діяч.
- 19 лютого Скаржинська Катерина Миколаївна (1853—1932) — поміщиця, меценатка, фундаторка першого загальнодоступного приватного краєзнавчого музею Лівобережної України.
- 8 березня Сипягін Дмитро Сергійович (1853—1902) — міністр внутрішніх справ Російської імперії у 1900—1902 роках. Один із організаторів терору проти фінського національного руху у Великому князівстві Фінляндському.
- 9 березня Цеглинський Григорій Іванович (1853—1912) — український галицький громадський, культурний, економічний і політичний діяч, педагог, письменник, критик.
- 15 березня Волошко Степан Матвійович (1853—1928) — український актор, співак (тенор), педагог.
- 18 березня Романова Одарка Володимирівна (1853—1922) — українська письменниця та поетеса-пісенник.
- 11 квітня Яким (Левицький) (1853—1921) — український релігійний та освітній діяч, духовний письменник,; ректор Ризької духовної семінарії.
- 18 квітня Станіслав Стажинський (1853—1935) — польський правник і політик, знавець конституційного права, доктор права, професор, співавтор двотомної «Історії Львівського університету» (1894), ректор Львівського університету (1913—1914).
- 1 травня Гордін Яків Михайлович (1853—1909) — єврейський драматург.
- 25 травня Владислав Сатке (1853—1904) — польський педагог, метеоролог, природознавець, письменник.
- 20 червня Мишуга Олександр Пилипович (1853—1922) — український оперний артист (лірико-драматичний тенор) і вокальний педагог.
- 27 липня Короленко Володимир Галактіонович (1853—1921) — письменник, журналіст, публіцист, літературний редактор та громадський діяч.
- 17 вересня Павлик Михайло Іванович (1853—1915) — український письменник, публіцист, громадський і політичний діяч. Дійсний член НТШ.
- 22 вересня Хонагбей Лівон (1853—1918) — — грецький (румейський) поет.
- вересень Антоніна Доманська (1853—1917) — польська письменниця.
- 31 жовтня Кибальчич Микола Іванович (1853—1881) — винахідник і революціонер-народник. Автор схеми першого у світі реактивного літального апарата.
- 6 листопада Снігур Лука Павлович (1853—1928) — бойківський майстер дерев'яного будівництва і різьбяр.
- 2 грудня Ходоровський Григорій Костянтинович (1853—1927) — український піаніст, композитор і педагог.
- 19 грудня Адольф Інлендер (1853—1920) — громадський та політичний діяч, журналіст, аптекар.
- 28 грудня Макаревич Анна Мойсеївна (1853—1925) — народниця, соціалістка, політичний діяч.
- Бородай Михайло Матвійович (1853—1929) — театральний діяч, актор, антрепренер, засновник театральних товариств.
- Вжещ Євген Ксаверійович (1853—1917) — український живописець.
- Димінський Йосип Андрійович (1853—1893) — український фольклорист, етнограф.
- Ляхоцький Антін Михайлович (1853—1918) — український громадський і культурний діяч, видавець, редактор, публіцист.
- Малавський Володимир Євгенович (1853—1886) — український революціонер-народник.
- Мовчановський Фелікс Францевич (1852—1921) — міський голова міста Олександрівськ Катеринославської губернії у 1901—1911 та 1916—1917 рр.
- Огоновський Петро Михайлович (1853—1917) — український галицький педагогічний і просвітянський діяч.
- Рева Ілля Михайлович (1853—1915) — київський публіцист, багаторічний співробітник газети «Киянин», український громадський і політичний діяч.
- Сальо Людвиг (1853—1915) — педагог, класичний філолог і математик.
- Скоба Антін Якович (1853 — після 1908) — український сліпець-лірник.
- Сокальський Григорій Григорович (1853—1913) — лікар-хірург, міський голова Олександрії.
- Стефанович Яків Васильович (1853—1915), революціонер-народник, член таємних гуртків в Україні.
- Ігнацій Щеньовський (1853—1932) — польський цукрозаводчик, інженер, державний діяч.

### Померли
- 27 лютого Тимковський Ілля Федорович (1773—1853) — український правознавець, мовознавець, освітній діяч та педагог.
- 28 квітня Варлаам Зубковський (1773—1853) — український церковний діяч та музикант, гомілетик.
- 16 липня Ходунов Іван Іванович (1788—1853) — купець II гільдії, київський міський голова в 1838—1841, 1844—1848 та 1851—1853 роках.
- 26 вересня Головацький Петро Федорович (1821—1853) — український журналіст, перекладач, педагог, громадсько-освітній діяч.
- 28 жовтня Феофіл Китаївський (1788—1853) святий, ієросхимонах Києво-Печерської лаври, подвижник XIX століття, юродивий.
- Вітвицький Микола (1780—1853) — бджоляр, винахідник багатоповерхового дзвоноподібного вулика.

## Засновані, створені
- Буковинські повітові управи
- Анатомічний театр Київського університету Св. Володимира
- Ланцюговий міст (Київ)
- Львівська національна музична академія імені Миколи Лисенка
- Ліцей № 52 Львівської міської ради
- Кафедральний собор Успіння Пресвятої Діви Марії (Одеса)
- Велика хоральна синагога (Біла Церква)
- Свято-Миколаївська церква (Бобринець)
- Церква Різдва Пресвятої Богородиці (Молошковичі)
- Церква святих чудотворців і безсрібників Косми і Дам'яна (Голгоча)
- Церква Воздвиження Чесного Хреста Господнього (Соколівка)
- Церква Святого Миколая (Устя)
- Церква святого великомученика Димитрія Солунського (Юр'ямпіль)
- Капустянський цукровий завод
- Комишуваха (Попаснянський район)
- Хижинці (Романівський район)